# 佐藤政五郎
佐藤 政五郎（さとう まさごろう、1857年4月14日（安政4年3月20日） - 1931年（昭和6年）1月26日）は、明治から大正時代の政治家、実業家。衆議院議員（1期）。

## 経歴
佐藤長兵衛の長男として江戸に生まれる。1870年（明治3年）横浜に来て銅鉄船具取引業「三河屋」に奉公したのち暖簾分けにより太田町に独立し銅鉄船具輸入業を開業する。1894年（明治27年）2月、神奈川県会議員に当選し、1915年（大正4年）まで務めた。この間、1911年（明治44年）には議長に推された。また、1914年（大正3年）1月から1930年（昭和5年）1月まで横浜市会議員を務め、政友会の長老として活躍した。ほか、横浜商業会議所議員、横浜貿易倉庫、浦賀船渠各監査役、石川島造船所、横浜商業銀行、横浜新港倉庫、日本共立火災保険などの役員、横浜米穀取引所理事長などを歴任した。
1915年（大正4年）3月の第12回衆議院議員総選挙では神奈川県郡部から立憲同志会所属で出馬し当選。衆議院議員を1期務めた。